# Sidraga
Sidraga je bila srednjovjekovna starohrvatska županija koja se nalazila na području današnjih Ravnih kotara između Biograda i Benkovca. Prvobitno sjedište županije bio je Biograd (do kraja 10. stoljeća), a zatim selo Polača ili Tinj. U ranom srednjem vijeku graničila se sa zadarskim agerom na liniji Bibinje - Babin Dub, a u unutrašnjosti u oravcu sjeverozapada, vjerojatno se naslanjala na ninsku županiju. Prema sjeveru i sjeveroistoku, graničila se s bribirskom županijom. Moguće je da je na jugu i jugoistoku dosezala do šibenskog kanala.
U povijesnim izvorima, prvi put se spominje u 10. stoljeću u djelu bizantskog cara Konstantina VII. Porfirogeneta (945. – 959.), De administrando imperio. Godine 1060. spominje se u povelji hrvatskog kralja Petra Krešimira IV. (1058. – 1074.). Na teritoriju sidraške županije nalazili su se posjedi hrvatskih narodnih vladara, biogradskog benediktinskoga samostana sv. Ivana Evanđelista te, od druge polovice XII. st., templara Vranskoga priorata.
Na čelu županije nalazio se župan, koji je imao sudsku i upravnu vlast te je predsjedao kraljevskim stolom. Prvi poimenice poznati župan zvao se Jurina, a zabilježen je u povelji kralja Petra Krešimira IV. iz 1060. godine. Nakon njega, spominju se sidraški župani Petar (od 1069. do oko 1076.), Mutimir (1070.), Lubomir (1075. – 1076.) i Desen (1172. – 1782.). Krajem 12. stoljeća došlo je do raspada Sidraške županije, a obnovljena je 1204. godine, u doba sidraškoga župana, kneza Domalda (oko 1160. – oko 1243.). Kada je knez Domald priznao bribirsku vlast, opet je bila narušena teritorijalna cjelovitost Sidraške županije, koja se kroz 14. i 15. stoljeće raspala zbog širenja zadarskog komunalnog teritorija i područja vranskog priorata.